# Altiburus
Altiburus (łac. Diocesis Altiburitanus) – stolica historycznej diecezji w Cesarstwie rzymskim w prowincji Afryka Prokonsularna, sufragania metropolii Kartagina. Współcześnie w Tunezji. Obecnie katolickie biskupstwo tytularne.

## Biskupi tytularni
| Lp. | Biskup                   | Funkcja                                   | Od              | Do             |
| --- | ------------------------ | ----------------------------------------- | --------------- | -------------- |
| 1   | Gerald Emmett Carter     | biskup pomocniczy London (Kanada)         | 1 grudnia 1961  | 17 lutego 1964 |
| 2   | Karl Borromäus Flügel    | biskup pomocniczy Ratyzbony (Niemcy)      | 7 września 1968 | 1 czerwca 2004 |
| 3   | Gerald Walsh             | biskup pomocniczy Nowego Jorku (USA)      | 28 czerwca 2004 | 4 maja 2025    |
| 4   | Gabriel dos Santos Filho | biskup pomocniczy São Salvador (Brazylia) | 4 lipca 2025    |                |